# Rafał Kuptel
Rafał Kuptel (ur. 1 kwietnia 1976 w Iławie) – polski piłkarz ręczny i trener, w latach 2014–2023 szkoleniowiec Gwardii Opole.
Reprezentant Polski, srebrny medalista mistrzostwa świata w Niemczech (2007). Siedmiokrotny mistrz Polski w barwach Wybrzeża Gdańsk i Wisły Płock. Dwukrotnie wybrany najlepszym trenerem Superligi (2017/2018, 2018/2019).

## Kariera zawodnicza
Wychowanek Spójni Gdańsk. Grał także w Wybrzeżu Gdańsk (1999–2001), Warszawiance (2001–2003), Wiśle Płock (2003–2011) i Spójni Gdynia (2012–2013). Z Wybrzeżem Gdańsk i Wisłą Płock zdobył siedem mistrzostw Polski, ponadto z Warszawianką i Wisłą sięgnął po cztery Puchary Polski. W barwach płockiej drużyny grał także w Lidze Mistrzów, w której w ciągu czterech sezonów rzucił 24 bramki.
W latach 1996–2008 rozegrał w reprezentacji Polski 145 meczów i zdobył 157 goli. W 2007 wywalczył wicemistrzostwo świata – podczas turnieju w Niemczech wystąpił w sześciu spotkaniach, w których rzucił dwie bramki. Uczestniczył też w mistrzostwach Europy w Szwecji (2002). W trakcie mistrzostw Europy w Norwegii (2008) doznał kontuzji i został zastąpiony w kadrze przez Mariusza Jurkiewicza. Podczas igrzysk olimpijskich w Pekinie (2008) był rezerwowym. Ostatni raz w barwach narodowych wystąpił 2 listopada 2008 w spotkaniu z Rumunią (29:33), w którym rzucił dwie bramki.
W kwietniu 2013, przed rozpoczęciem meczu Polski ze Szwecją (22:18) w eliminacjach do mistrzostw Europy, otrzymał od działaczy Związku Piłki Ręcznej w Polsce nagrodę za występy w reprezentacji.

## Kariera trenerska
Szkolił juniorów Wisły Płock. W Spójni Gdynia współpracował z trenerem Leszkiem Biernackim. Od końca listopada 2013 był szkoleniowcem Piotrkowianina Piotrków Trybunalski, z którym w sezonie 2013/2014 spadł z Superligi.
W 2014 został trenerem Gwardii Opole, z którą w sezonie 2014/2015 awansował do Superligi. W sezonie 2017/2018 doprowadził ją do 4. miejsca w lidze i półfinału Pucharu Polski. Został również wybrany najlepszym trenerem Superligi. W sezonie 2018/2019 wywalczył z Gwardią brązowy medal mistrzostw Polski (zwycięstwo w rywalizacji o 3. miejsce z MMTS-em Kwidzyn), a indywidualnie po raz drugi z rzędu otrzymał Gladiatora dla najlepszego trenera Superligi. Ponadto w maju 2019 prowadzona przez niego Gwardia pokonała Vive Kielce (32:31), co został uznane za jedną z większych sensacji w polskiej piłce ręcznej w ostatniej dekadzie. 17 kwietnia 2023 został odwołany z funkcji trenera Gwardii Opole.
Był trenerem reprezentacji Polski do lat 18 podczas mistrzostw Europy w Polsce (2014; 8. miejsce). Prowadził kadrę juniorów w mistrzostwach świata U-19 w Rosji (2015; 19. miejsce). Wraz z reprezentacją młodzieżową wystąpił w mistrzostwach Europy U-20 w Danii (2016; 8. miejsce).
W 2016 zgłosił swoją kandydaturę w konkursie na stanowisko trenera reprezentacji Polski seniorów (nie został wybrany).
We wrześniu 2023 został trenerem MKS Kalisz.

## Sukcesy zawodnicze
Wybrzeże Gdańsk
- Mistrzostwo Polski: 1999/2000, 2000/2001

Warszawianka
- Puchar Polski: 2001/2002 (w meczu finałowym z Kolporterem Kielce (28:25) zdobył siedem bramek[14])

Wisła Płock
- Mistrzostwo Polski: 2003/2004, 2004/2005, 2005/2006, 2007/2008, 2010/2011
- Puchar Polski: 2004/2005, 2006/2007, 2007/2008

Reprezentacja
- 2. miejsce w mistrzostwach świata: 2007

Odznaczenia
- Złoty Krzyż Zasługi (2007)[15]

## Sukcesy trenerskie
Indywidualne
- Trener sezonu Superligi: 2017/2018[8], 2018/2019[9] (Gwardia Opole)